# Гаї Бучацькі
Гаї Бучацькі — хутір в Україні, колишній населений пункт Бучацького району, приєднаний 24 травня 1958 року до м. Бучача; розташований за 3 км на південний захід від нього.

## Історія
За переказами, відомий від початку XIX століття як присілок Бучача. Назва свідчить про залежність хутора від міста.
У 1890 році власником місцевого маєтку був Ян Бялковський, в 16 будинках проживало 98 осіб. На початку XX століття мешканці хутора займалися переважно рільництвом.

## Населення
У березні 1949 на хуторі було 73 будинки, у яких мешкали 298 осіб. У 1950-х роках більшовики переселили мешканців у села Жизномир і Нагірянку. У 2011 на хуторі — 4 будинки (9 осіб).

## Відомі люди
У Гаях Бучацьких мешканці під час Другої світової війни переховували бучацьких євреїв; жителька хутора Марія Бендина нагороджена званням «Праведник народів світу».

### Народилися
- Іван Дурда — український лікар-хірург, кандидат медичних наук.